# Mirabella Portland
El Mirabella Portland, también conocido simplemente como Mirabella, es un edificio de gran altura en el distrito South Waterfront en Portland, la ciudad más poblada del estado de Oregón (Estados Unidos). La arquitectura y el diseño de interiores del Mirabella fueron realizados por Ankrom Moisan Architects. La construcción comenzó en 2008 en la torre residencial de 99 metros de altura. Se unió tanto a la John Ross Tower como a la 3720 Tower como el séptimo edificio más alto de Portland cuando se completó en 2010. Tiene 30 pisos y cuenta con 284 unidades de vivienda para personas mayores. Es la primera comunidad para personas mayores en el distrito South Waterfront. Recibió una certificación platino según las pautas LEED en octubre de 2010.